# Вест Мифлин (Пенсилванија)
Вест Мифлин (енгл. West Mifflin) град је у америчкој савезној држави Пенсилванија.

## Демографија
По попису из 2010. године број становника је 20.313, што је 2.151 (-9,6%) становника мање него 2000. године.
| Група             | 2000.          | 2010.          |
| Белци             | 20.058 (89,3%) | 17.410 (85,7%) |
| Афроамериканци    | 1.987 (8,8%)   | 2.230 (11,0%)  |
| Азијати           | 56 (0,2%)      | 78 (0,4%)      |
| Хиспаноамериканци | 127 (0,6%)     | 251 (1,2%)     |
| Укупно            | 22.464         | 20.313         |